# Einstein (cráter)

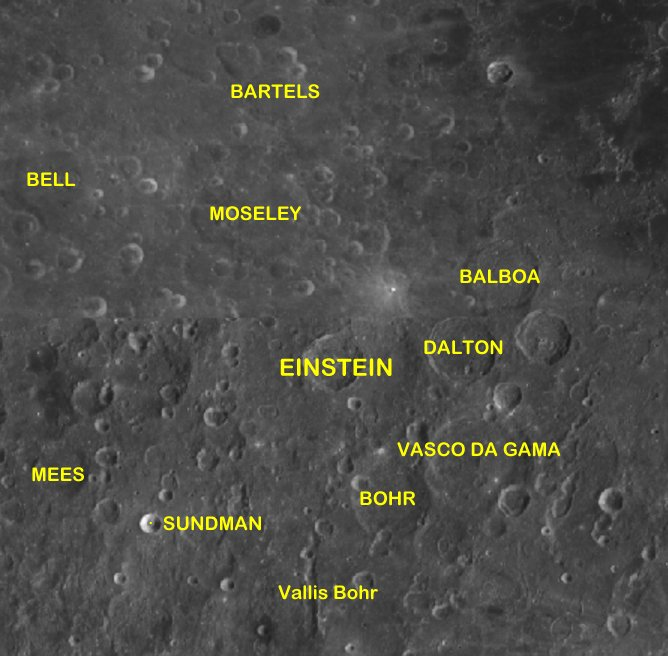
Localización de Einstein. Fotografía de la misión
Lunar Reconnaissance Orbiter

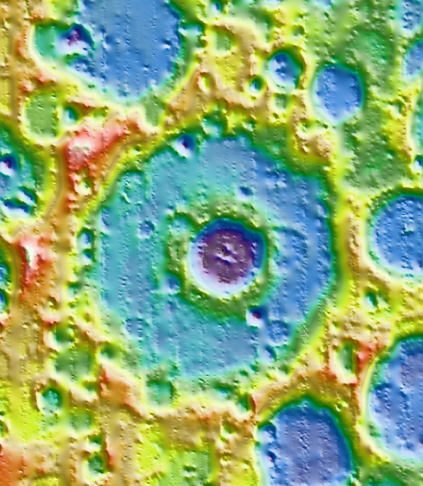
Mapa topográfico. Las zonas altas en rojo, y las bajas en azul.

Einstein es un cráter lunar que se encuentra en el extremo occidental de la cara visible de la Luna, lo que lo hace difícil de observar desde la Tierra. La visibilidad de esta formación se ve afectada por los efectos de libración, pero incluso en las mejores condiciones no se puede observar con mucho detalle, excepto desde la órbita lunar. Se encuentra cerca de los cráteres Moseley justo al norte, Dalton a lo largo del borde oriental, Vasco da Gama justo al sureste, y Bohr al sursudeste. La formación Vallis Bohr es visible al sur.
El borde externo de esta llanura amurallada ha sido borrada en gran parte por numerosos impactos pequeños. Einstein A ocupa el centro del piso interior, un cráter de impacto con paredes interiores adosadas y un pico central. La muralla exterior de este cráter concéntrico se extiende por todo el piso interior, y abarca más de la mitad del diámetro de Einstein. Varios cráteres más pequeños también se encuentran dispersos por la planta, pero hay secciones superficiales relativamente planas en la parte sudoeste de la planta. Dos pequeños cráteres en el lado oeste tienen suelos agrietados. Se cree estos que son cráteres secundarios del impacto Orientale al sur.
La creencia generalizada de que este cráter fue descubierto por Patrick Moore en 1939 es probablemente errónea. A mediados del siglo xx Hugh Percy Wilkins designó este cráter Caramuel en honor a Juan Caramuel y Lobkowitz. El cráter fue conocido bajo este nombre no oficial durante algún tiempo, pero dicho nombre (al igual que casi todas las demás designaciones de Wilkins) no fue adoptado por la Unión Astronómica Internacional. En 1963 E. Whitaker y D. W. G. Arthur designaron este cráter como Einstein en referencia a Albert Einstein, y en 1964 este nombre fue adoptado por la IAU. El mapa de Wilkins también contenía un cráter llamado Einstein, pero menos notable —Simpelius D—.

## Cráteres satélite
Por convención estos elementos son identificados en los mapas lunares poniendo la letra en el lado del punto medio del cráter que está más cerca de Einstein.
|          | \| Einstein[10] \| Coordenadas \| Diámetro \| \| ------------ \| ------------------------------- \| -------- \| \| A \| 16°41′N 88°15′O / 16.69, -88.25 \| 50 km \| \| R \| 13°50′N 91°53′O / 13.83, -91.88 \| 20 km \| \| S \| 15°06′N 91°40′O / 15.10, -91.67 \| 20 km \| |          |
| Einstein | Coordenadas | Diámetro |
| A        | 16°41′N 88°15′O / 16.69, -88.25 | 50 km    |
| R        | 13°50′N 91°53′O / 13.83, -91.88 | 20 km    |
| S        | 15°06′N 91°40′O / 15.10, -91.67 | 20 km    |